# Betty Amongi
Betty Amongi Akena, (née Betty Amongi Ongom), généralement connue sous le nom de Betty Amongi, est une femme politique ougandaise. Elle occupe le poste de ministre du Genre, du Travail et du Développement social  au sein du Cabinet ougandais, depuis le 9 juin 2021. Avant cela, elle a été ministre du Cabinet de la capitale Kampala . De plus, elle a exercé en tant que ministre des Terres, du Logement et du Développement urbain au sein du cabinet ougandais du 6 juin 2016 au 14 décembre 2019. Elle est également députée sortante représentant la circonscription d'Oyam Sud au 11e Parlement ( 2021 à 2026 ).

## Biographie

### Enfance et éducations
Betty Amongi est née dans le district d'Oyam, sous-région de Lango, dans la région du Nord de l'Ouganda, le 15 novembre 1975. En 1996, elle entre à l'Université de Makerere, où elle obtient une licence en sciences politiques et en administration publique. Plus tard, en 2009, elle obtient une maîtrise en relations internationales et études diplomatiques.

## Carrière
Betty Amongi a été élue pour la première fois au parlement en 2001 en tant que députée pour le district d'Apac. Elle a été réélue en 2006, puis élue députée pour Oyam Sud en 2011 et en 2016. Dans un geste surprise à la suite des élections présidentielles et parlementaires du 20 février 2016, le président Yoweri Museveni du parti politique au pouvoir, le Mouvement de résistance nationale, l'a nommée ministre des Terres, du Logement et du Développement urbain, malgré son affiliation au parti d'opposition, le Congrès du peuple ougandais.
Lors d'un remaniement ministériel le 14 décembre 2019, elle a été désignée ministre du cabinet de la capitale Kampala, échangeant ses responsabilités avec Beti Kamya-Turwomwe, qui a pris la relève aux Terres, au Logement et au Développement urbain.
En juin 2021, Amongi a été nommée ministre du Genre, du Travail et du Développement social dans le nouveau cabinet.

## Vie privée
Le 6 avril 2013, Betty Amongi a épousé Jimmy Akena, député de la municipalité de Lira et président du parti d'opposition, le Congrès du peuple ougandais. Jimmy Akena est le fils de Milton Obote, deux fois ancien Premier ministre et président de l'Ouganda. Le mariage traditionnel a eu lieu dans le sous-comté de Minakulu, district d'Oyam, et a été suivi par 32 membres du parlement. Le président Yoweri Museveni, un ami du couple, était également présent au mariage.